# Гаакен Християн Мазіесен
Гаакен Християн Мазіесен (норв. Haaken Christian Mathiesen; 24 лютого 1827 — 10 вересня 1913) — норвезький землевласник і підприємець у галузі лісівництва.

## Особисте життя
Син поміщика Могенса Ларсена Матісена (1799—1875) та Йоганни Гедвіґґ Ґлеерсен (1800—1885), народився у маєтку Ліндеруд. Він був онуком норвезького лісоторговця Хагена Матісена і правнуком Могенса Ларсена Монсена, лісоторговця і великого землевласника.
Мазиесен був двічі одружений. У вересні 1853 року він узяв шлюб зі своєю двоюрідною сестрою Анною Софі Жозефіною Ларпент, яка померла в лютому 1863 року. Після цього, у березні 1866 року, він одружився з іншою своєю сестрою, Луїзою Жюлі Жанетт Ларпент. Вона померла в жовтні 1875 року. У шлюбі з першою дружиною народився син Хаакен Л. Мазиесен.

## Кар'єра
Мазиесен народився в сім'ї землевласників. На початку XIX століття, вони розширили свої володіння, скуповуючи великі ліси в комунах Ейдсволл і Хурдал. Після того, як дід помер у 1842 році, а батько відійшов від управління сімейною компанією в 1849 році, Хаакен Х. Мазиесен став співвласником компанії Tostrup & Mathiesen. На той момент він вже кілька років провчився за кордоном.
Лісова промисловість в той час процвітала, і відкриття головної залізничної лінії в 1854 році дало можливість транспортувати сировину до Осло. Мазиесен був особливо зацікавлений у розвитку целюлозної промисловості. Він інвестував кошти у паперову фабрику Norske Skog Union, а також ряд інших підприємств. Пізніше, після злиття двох компаній, утворилася Mathiesen Eidsvold Værk.
Син підприємця Хаакен Л. Мазиесен став одноосібним власником компанії у 1895 році, а в 1930 році його онук Йорген Мазиесен унаслідував компанію. За його досягнення Хаакена Х. Мазиесена посвятили у лицарі першого класу норвезького Королівського ордена Святого Олафа і дали титул командора данського Ордена Даннеброг. Він помер у маєтку Ліндеруд у вересні 1913.